# Dieter Wenger

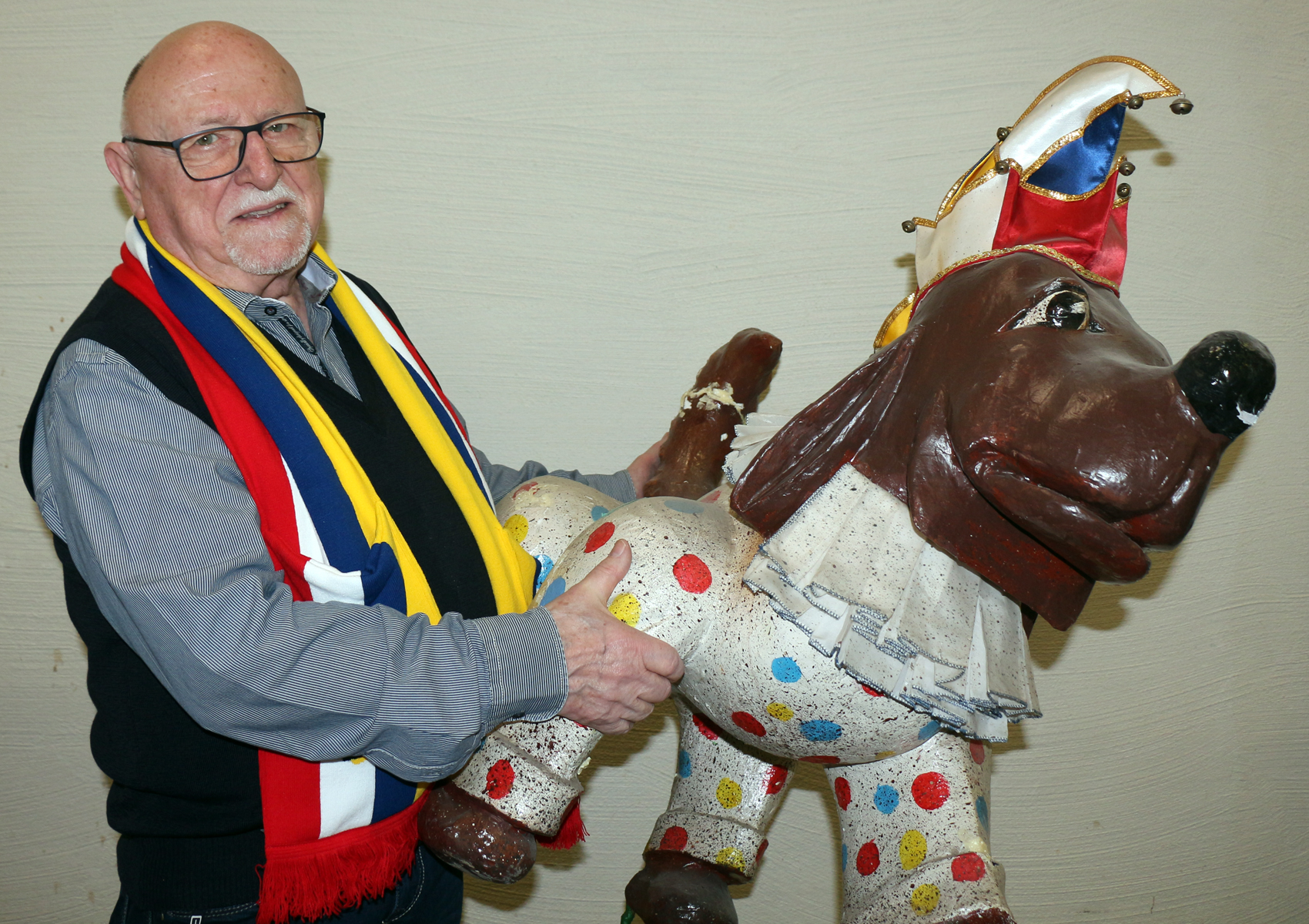
Dieter Wenger mit seinem Markenzeichen „Bunter Hund“ (2023)

Dieter Wenger (* 3. Februar 1940 in Mainz; † 18. Januar 2025) war ein deutscher Dekorateur, Bildhauer und Wagenbauer. Überregionale Bekanntheit erlangte er durch die Gestaltung der Motivwagen des Mainzer Rosenmontagszuges.

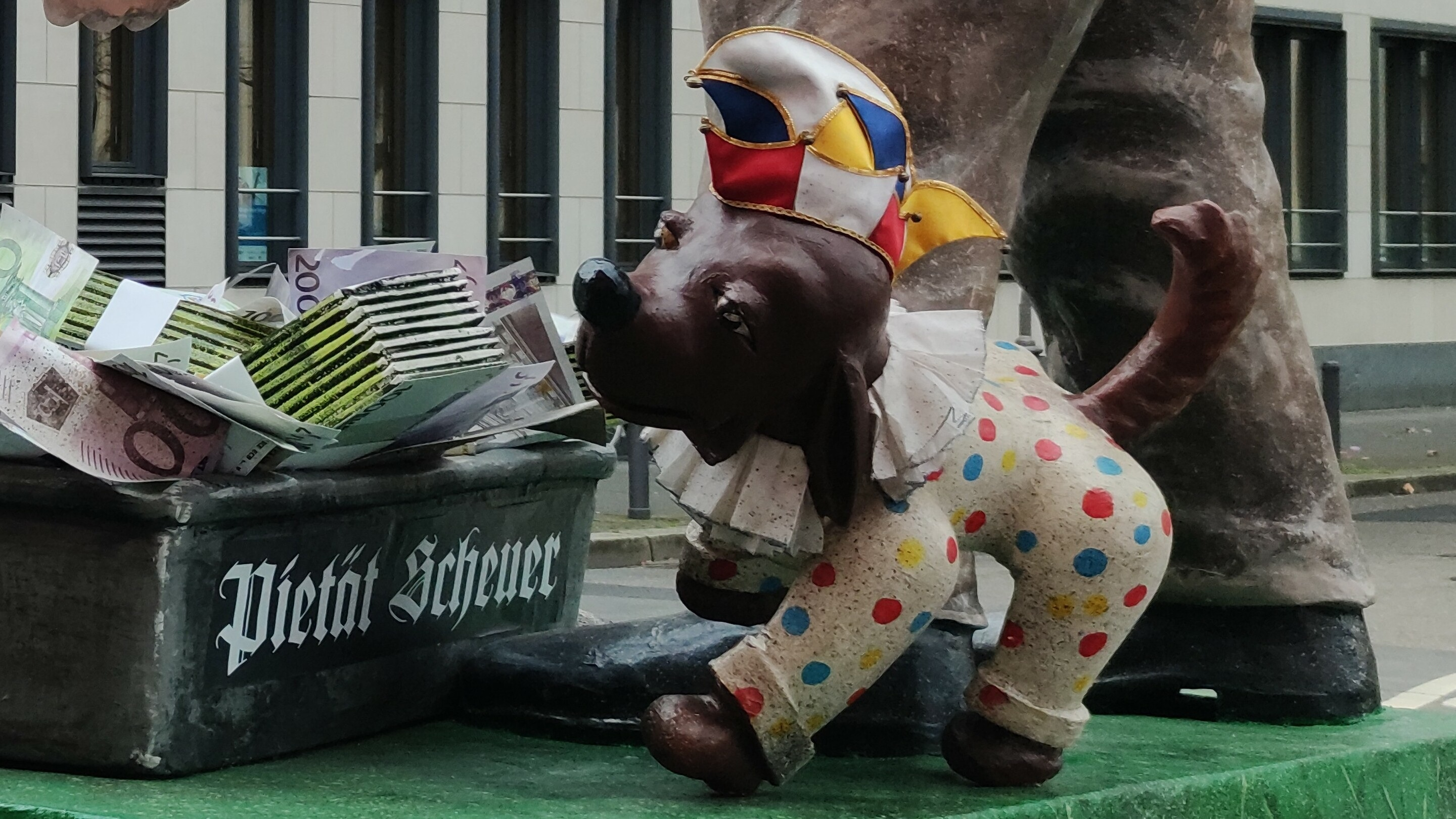
„Bunter Hund“ (hier 2020)

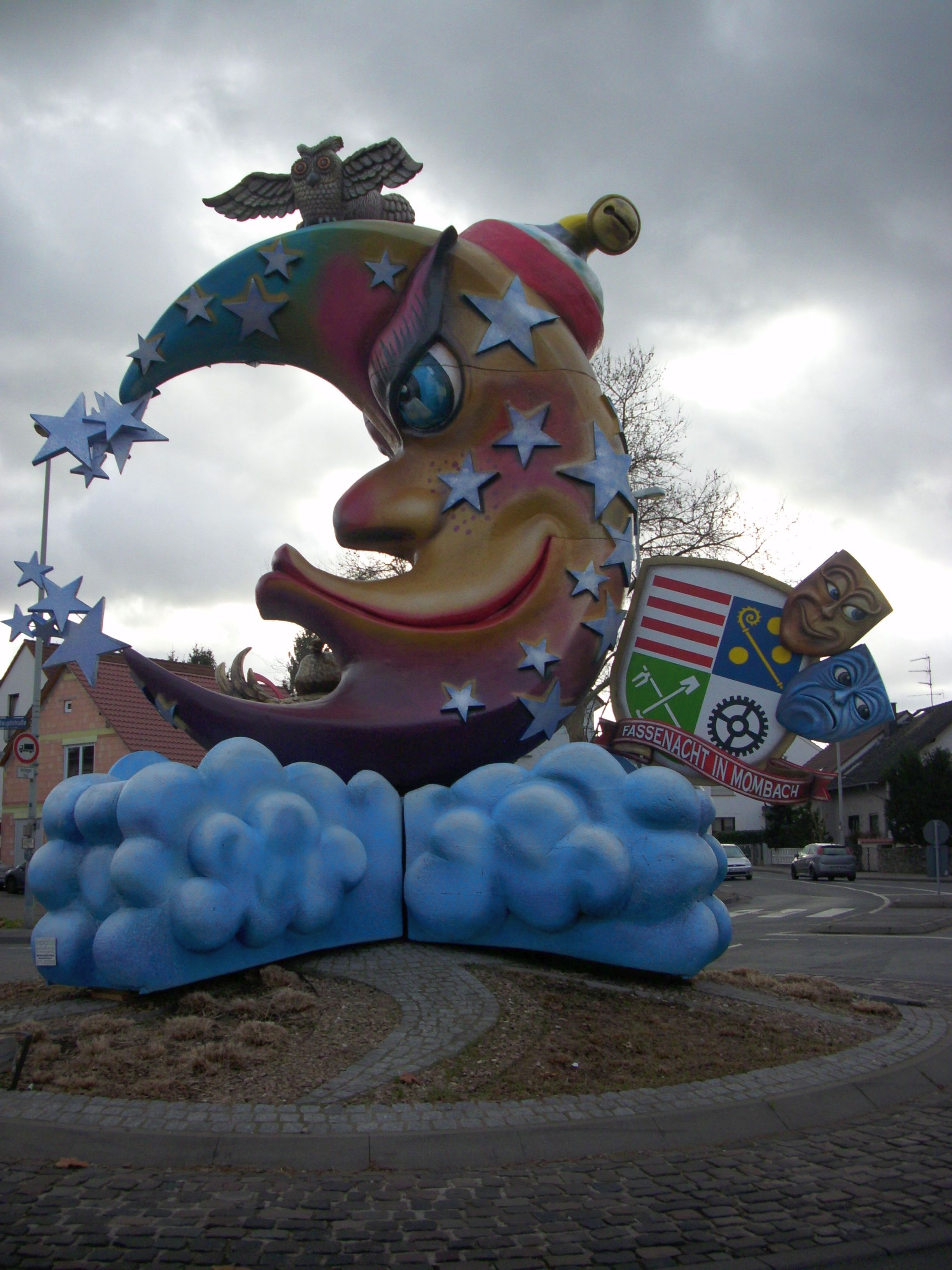
Verkehrskreisel in Mainz-Mombach

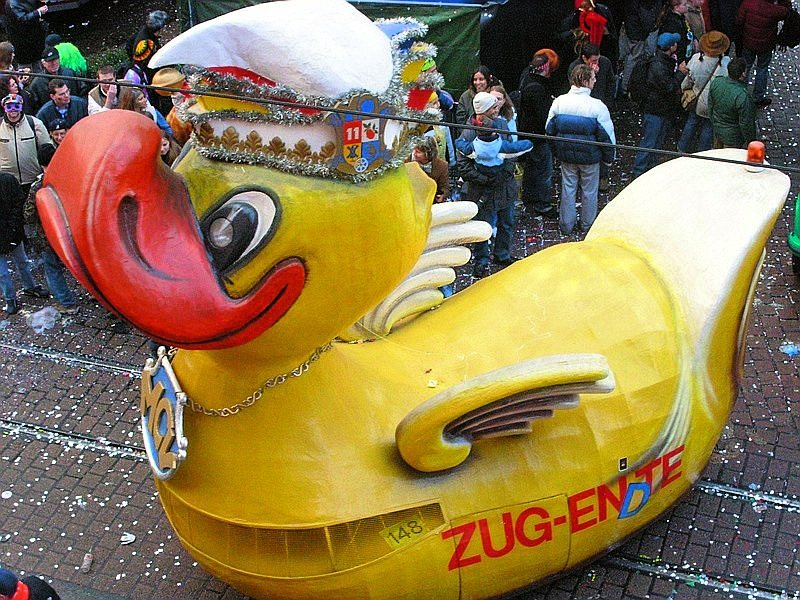
Die „Zug-En(d)te“ (hier 2004)

Die „Zug-En(d)te“ (hier 2020)

Von 1987 bis 2024 war er der Hauptverantwortliche für die Figuren aus Styropor und Stahl, die auf den Motivwagen beim Mainzer Rosenmontagszug präsentiert werden. Bereits 1962 baute er den ersten Motivwagen für den Mainzer Carneval-Verein (MCV). Außerhalb der Fastnachtssaison (die vom 1. Januar bis Rosenmontag geht) fertigte er für andere Auftraggeber entsprechende Motive, so war er beispielsweise für den Festwagen für das in Speyer stattfindende Brezelfest verantwortlich. In Mainz-Mombach, wo sich seine Werkstatt befand, gestaltete er einen Verkehrskreisel. Im November 2023 kündigte Wenger an, dass der nächste Rosenmontagszug 2024 sein letzter als Chef-Wagenbauer sein werde.
Zu seinem Abschied veröffentlichte die Sendung SWR Aktuell am Montag, dem 12. Februar 2024, einen Bericht über Wenger und seine langjährige Arbeit für den MCV. Ein Nachfolger war zu diesem Zeitpunkt noch nicht gefunden. Die Nachfolge für den Wagenbau des Rosenmontagsumzug wurde am 2. Oktober 2024 durch den MCV vorgestellt.
Zu den wiederkehrenden Elementen beim Rosenmontagszug gehörte der „bunte Hund“, der bei jedem Umzug auf irgendeinem der Motivwagen platziert wird, sowie seit 1990 die Zug-En(d)te.
Er lebte mit seiner Ehefrau Hannelore, geborene Fels (* 18. Juli 1936 † 9. Oktober 2024), in Speyer. Dort war er im Verkehrsverein Speyer aktiv.

## Künstlerisches Schaffen

### Motivwagen für den Mainzer Rosenmontagszug
Die Motivwagen aus Dieter Wengers Werkstatt zeichnen sich durch eine besonders liebevoll gestaltete satirische Art aus, die vor allem aktuelle gesellschaftspolitische sowohl weltweite als auch lokale Mainzer Entwicklungen thematisieren. Diese Motivwagen verschafften dem Mainzer Rosenmontagszug eine verstärkte bundesweite Aufmerksamkeit. Einige seiner Wagen und Entwürfe riefen lautstarke Proteste hervor. Die Chronik der umstrittenen Motivwagen aus Mainz umfasst unter anderem:
- In der Badewanne sitzt ein schmächtiger Jüngling, blass, hat ein Pfarrerkäppi auf, und seine Soutane hat er am Kleiderhaken hängen. Ihm gegenüber in der Badewanne saß eine üppige Blondine. So. Zöli- bad. (statt Zölibat) Die katholische Kirche wollte den Motivwagen verhindern; kurz nach dem Umzug wurde der Wagen von Unbekannten in Flammen gesetzt.[8]
- Das Thema Nacktscanner wurde 2009 mit einer Nonne demonstriert. Das Bild der nackten Nonne auf einem Monitor wurde aufgrund von Protesten kurz vor dem Umzug um eine „Bildstörung“ ergänzt.[9][10][11][12]

Es Annegret: Thüringen – ein Flop zu viel, für AKK ist aus das Spiel. So kam die Wahrheit nun ans Licht: Die Konfektionsgröß passte nicht!

### Weitere Motivwagen

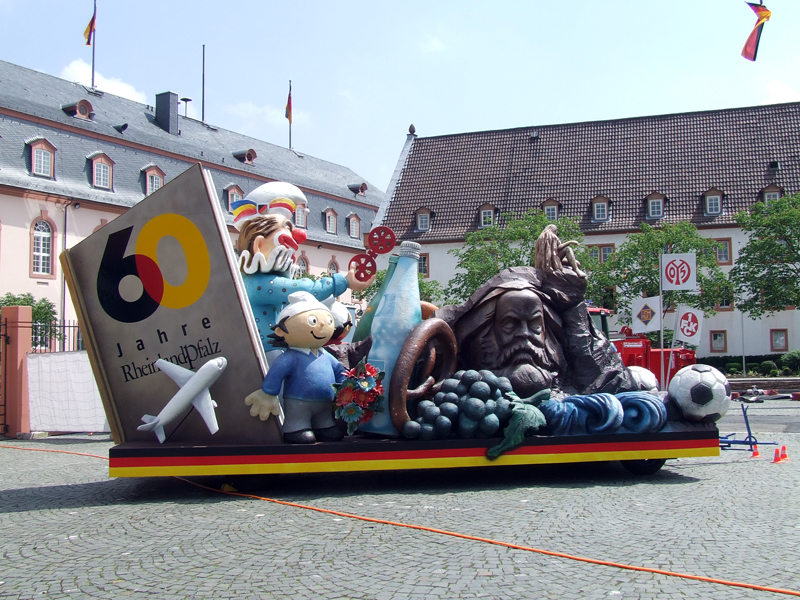
Motivwagen anlässlich 60 Jahre Rheinland-Pfalz, hier ausgestellt auf dem Landesfest 2007 in Mainz vor dem Landtag.

Durch zu starken Wind musste 2016 der Rosenmontagszug aus Sicherheitsgründen abgesagt werden. Im selben Jahr feierte aber Rheinhessen sein 200. Jubiläum, und es gab im Sommer einen Festumzug, bei dem auch einige Motivwagen teilnahmen.

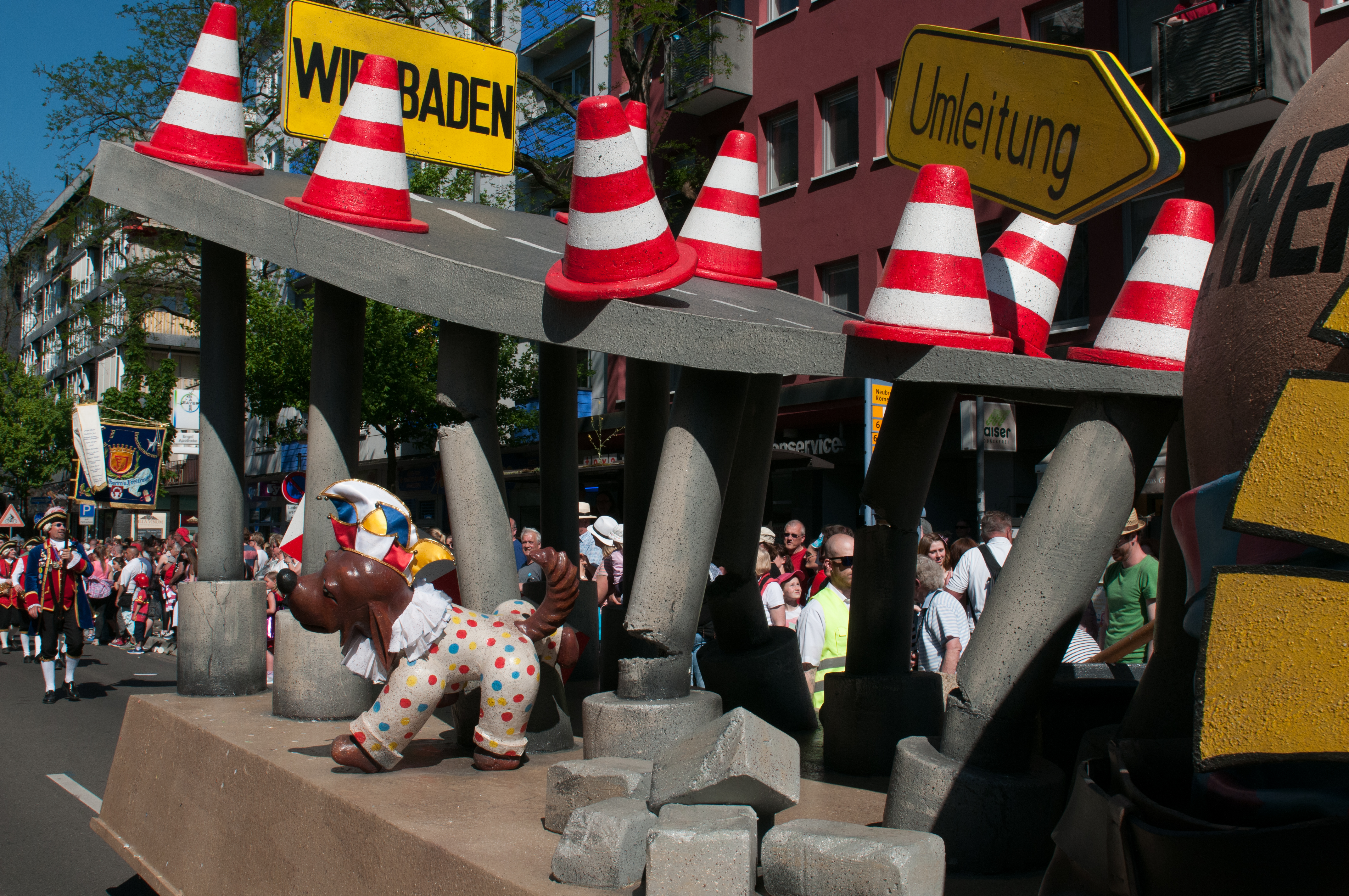
Anspielung auf die maroden Brücken im Mainzer und Wiesbadener Umkreis (Schiersteiner Brücke, Salzbachtalbrücke, Mainbrücke Hochheim, Hochbrücke Mombach Industriegebiet). Mit dabei sein Markenzeichen, der Bunte Hund.
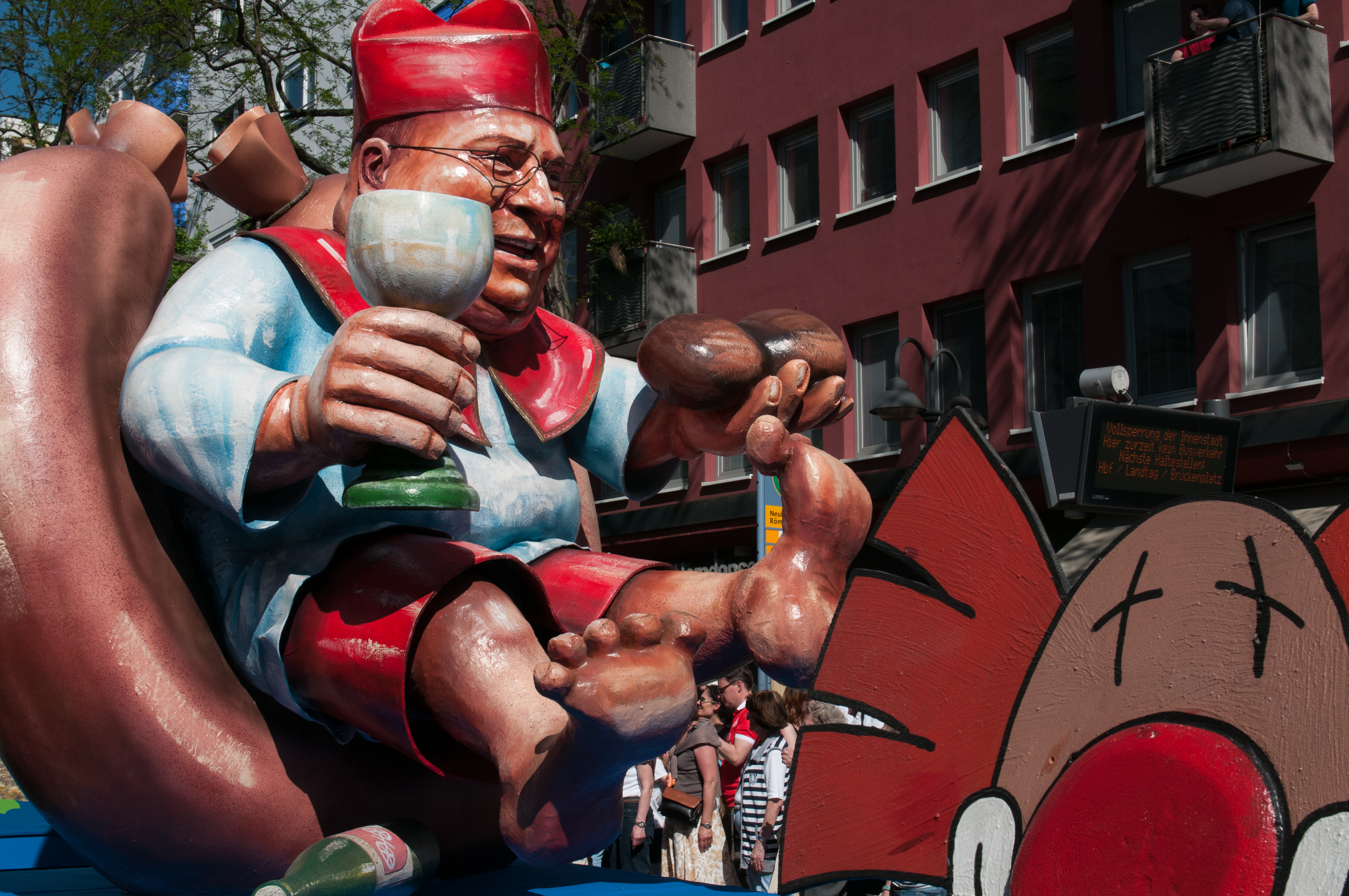
Körperwelten: Hier seht Ihr ihn ganz real, den Messdiener vom Kardinal Pure Lust, genießerisch, Körperwelten määnzerisch. (Fernsehsitzungspräsident Andreas Schmitt als Obermessdiener mit Weck, Worscht un Woi.)